# 徐念高
徐念高（？年—？年），廣東肇慶府德慶州人，由拔貢，乾隆五十年署順慶府通判。是一位政治人物，明清時曾在四川順慶府岳池縣（位於今四川東北部，武周萬歲通天二年分南充、相如二縣置，是一個千年古縣）擔任官吏。